# Fußball-Weltmeisterschaft 1938/Niederländisch-Indien
Dieser Artikel behandelt die niederländisch-indische Fußballnationalmannschaft bei der Fußball-Weltmeisterschaft 1938 in Frankreich.

## Qualifikation
Die Fußballnationalmannschaft von Niederländisch-Indien, dem heutigen Indonesien, durfte als einzige asiatische Mannschaft an der Weltmeisterschaft teilnehmen, weil der Gegner Japan auf eine Teilnahme verzichtete.

## Aufgebot
| Name                                 | Verein zu WM-Beginn                  | Geburtstag | Spiele     |
| ------------------------------------ | ------------------------------------ | ---------- | ---------- |
| Torhüter                             |                                      |            |            |
| Leen van Beuzekom                    | Hercules Batavia                     |            | 0          |
| Jan Harting                          | HBS Soerabaja                        |            | 0          |
| Mo Heng Tan                          | HCTNH Malang                         | 28.02.1913 | 1          |
| Abwehrspieler                        |                                      |            |            |
| Harry Dorst                          |                                      |            | 0          |
| Frans G. Hu Kon                      | Sparta Batavia                       | 1917       | 1          |
| Tjaak Pattiwael                      | Jong Ambon Batavia                   | 23.02.1914 | 1          |
| Jack Kolle                           | Excelsior Soerabaja                  | 1912       | 1          |
| G. van den Burgh                     | SVV Semarang                         |            | 0          |
| Mittelfeldspieler                    |                                      |            |            |
| Mo Heng Bing                         | Tiong Hoa Soerabaja                  | 28.02.1913 | 0          |
| Gerrit Faulhaber                     | Djocoja                              |            | 0          |
| Frans Alfred Meeng                   | SVVB Batavia                         | 18.01.1910 | 1          |
| Achmad Nawir                         | HBS Soerabaja                        | 1911       | 1          |
| Sutan Anwar                          | Vios Batavia                         | 21.03.1914 | 1          |
| Stürmer                              |                                      |            |            |
| Suvarte Soedarmadji                  | HBS Soerabaja                        | 06.12.1915 | 1          |
| Henk Zomers                          | Hercules Batavia                     |            | 1          |
| Hans Taihuttu                        | Jong Ambon Batavia                   | 1909       | 1          |
| Hong Djien Tan                       | Tiong Hoa Soerabaja                  | 12.01.1916 | 1          |
| See Han Tan                          | Tiong Hoa Soerabaja                  |            | 0          |
| Teilherber                           | Djocoja                              |            | 0          |
| Rudi Telwe                           | HBS Soerabaja                        |            | 0          |
| Trainer                              |                                      |            |            |
| Johannes Christoffel Jan Mastenbroek | Johannes Christoffel Jan Mastenbroek | 05.07.1902 | 05.07.1902 |

## Spiel der niederländisch-indischen Mannschaft
| Ungarn | Ungarn | Niederländisch-Indien | Niederländisch-Indien |
| Ungarn | 5. Juni 1938, 17:00 Uhr Vélodrome Municipal (Reims) Zuschauer: 9.000 Schiedsrichter: Roger Conrié (Frankreich)                                                                     | 5. Juni 1938, 17:00 Uhr Vélodrome Municipal (Reims) Zuschauer: 9.000 Schiedsrichter: Roger Conrié (Frankreich)                                                                                           | Niederländisch-Indien |
| Ungarn | József Háda – József Turay, Lajos Korányi, Gyula Lázár, Géza Toldi, György Sárosi, Ferenc Sas, Sándor Bíró, Gyula Zsengellér, Vilmos Kohut, István Balogh Trainer: Alfréd Schaffer | Mo Heng Tan – Achmad Nawir, Hong Djien Tan, Frans Alfred Meeng, Tjaak Pattiwael, Hans Taihuttu, Suvarte Soedarmadji, Sutan Anwar, Henk Zomers, Frans G. Hu Kon, Jack Kolle Trainer: Johannes Mastenbroek | Niederländisch-Indien |
| Ungarn | 1:0 Vilmos Kohut (13.) 2:0 Géza Toldi (15.) 3:0 György Sárosi (28.) 4:0 Gyula Zsengellér (35.) 5:0 Gyula Zsengellér (76.) 6:0 György Sárosi (89.)                                  | | Niederländisch-Indien |